# Буфотоксин
Буфотоксин — отрута небілкової природи, ефір буфогеніну з дипептидом субериларгініном. Як буфогенін у буфотоксині присутній буфодієнолід буфоталін.
Буфотоксин є кристалічною речовиною гіркого смаку з t розпл 204 °C, обмежено розчинна в полярних органічних розчинниках і воді. У токсичних дозах викликає підвищення артеріального тиску, почастішання пульсу, судоми, фібриляцію шлуночків серця. Кардіотонічну дію буфотоксину може бути пов'язано з пригніченням активності транспортної АТФ-ази (подібно до дії серцевих глікозидів).
Додатково: молекулярна маса — 756,93 а.е.м., температура плавлення — 204 ° C, розчинний у воді. Летальна доза (ЛД50) — 0,3 мг/кг (кішки, внутрішньовенно).